# Годетт, Адам
А́дам Годе́тт (англ. Adam Gaudette; 3 октября 1996, Тонтон, Массачусетс, США) — американский хоккеист, центральный нападающий клуба НХЛ «Сан-Хосе Шаркс».

## Игровая карьера

### Юниорская карьера
С 2011 по 2014 выступал за хоккейную команду школы Thayer Academy. В сезоне 2013/14 Годетт забил 29 голов и набрал 67 очков в 27 играх в Thayer Academy. В 2014 году он решил играть за Северо-Восточный университет Бостона, однако сезон 2014/15 провел в хоккейной лиге США за «Сидар-Рапидс Рафрайдерс». В 53 играх набрал 30 очков. С 2015 по 2018 год выступал за Северо-Восточный университет. В 2016 году его гол и передача, забитые будущему партнёру по «Ванкувер Кэнакс» Тэтчеру Демко, помогли выиграть у Бостонского колледжа в плей-офф. В этом же году Северо-Восточный университет стал победителем лиги. В сезоне 2017/18 Годетт зафиксировал рекордные в своей карьере 30 голов и 30 передач, приведя Северо-Восточный университет к их первому за 30 лет чемпионству в Beanpot . Во время финала в Beanpot Адам сделал хет-трик, чтобы помочь Северо-Востоку обыграть Бостонский университет со счётом 5:2. За свои усилия он получил звание самого выдающегося игрока сезона. В конце сезона Годетт получил титул Чемпиона Hockey East. Его также включили в Первую звёздную команду Hockey East. 6 апреля 2018 года Годетт был объявлен лауреатом премии Хоби Бейкера, которая вручается лучшему игроку сезона в студенческом хоккее США. Он также был включен во Всеамериканскую первую команду AHCA East вместе с товарищами по команде Диланом Сикурой и Джереми Дэвисом. Всего за 116 матчей в университете набрал 142 очка.

### НХЛ

#### Ванкувер Кэнакс
На Драфте НХЛ 2015 года был выбран в 5-м раунде под общим 149-м номером командой «Ванкувер Кэнакс». «Кэнакс»  получили данный выбор, обменяв защитника Рафаэля Диаса в «Нью-Йорк Рейнджерс». Спустя два года после того, как его выбрали в пятом раунде, его называли «перспективным игроком», он занял первое место по забитым голам NCAA с 14 голами и третье место по очкам в 31-й игре. Известный хоккейный комментатор и эксперт Пьер МакГуайр назвал его «кражей». . 26 марта 2018 года Годетт подписал трехлетний контракт начального уровня с «Ванкувер Кэнакс». Годетт дебютировал в НХЛ 29 марта 2018 года в игре против «Эдмонтон Ойлерз». Поскольку «Кэнакс» не смогли попасть в плей-офф, он появился только в 5 играх оставшегося сезона 2017/18, не набрав очков. Перед началом сезона 2018/19 был отправлен в фарм-клуб «Кэнакс» — «Ютику Кометс». Однако набрав в «Ютике» 4 очка в четырёх матчах, 15 октября 2018 был вызван в основную команду. 25 октября 2018 года он заработал свое первое очко в карьере в НХЛ, ассистируя Даррену Арчибальду в проигранном матче против «Аризоны Койотис» (1:4). Адам забил свой первый гол в НХЛ 24 ноября 2018 года в победном матче против «Лос-Анджелес Кингз» вратарю Кэлвину Питерсену. Несмотря на то, что большую часть сезона 2018/19 ожидалось, что Годетт проведет в «Ютике», травмы центровых «Кэнакс» привели к тому, что Годетт провел за «Ванкувер» 56 матчей. Годетт закончил свой первый сезон в НХЛ с пятью голами и семью передачами, в основном играя в центре в третьем звене Ванкувера. 19 октября 2020 года Годетт переподписал контракт с Ванкувером на один год на сумму $ 950 тыс.. Всего за «Ванкувер Кэнакс» Адам Годетт провёл 153 встречи, в которых набрал 52 (21+31) очка.

#### Чикаго Блэкхокс
12 апреля 2021 года, в последний день дедлайна, Годетт был обменян в «Чикаго Блэкхокс» на нападающего Мэттью Хаймора. 26 октября подписал с «Блэкхокс» однолетнее соглашение.

#### Оттава Сенаторз
26 ноября 2021 года «Чикаго» выставил Годетта на драфт отказов, откуда его следующим днём забрала «Оттава Сенаторз».

## Игровой стиль
Годетт говорит, что пытается смоделировать свою игру по образцу таких игроков, как Джонатан Тэйвз и Патрис Бержерон. Он был описан как центровой, «известный своим оборонительным мастерством и [ru.qaz.wiki/wiki/200-foot_game 200-футовой игрой]».

## Личная жизнь
Женился на Микаэле Робинсон Годетт 20 июня 2020 года. У Адама есть два брата; младший брат Кэм играет в Североамериканской хоккейной лиге за команду «Northeast General, а Брэди играет в Университете штата Мэн. В межсезонье НХЛ Годетт ведет активный канал на платформе Twitch, где он транслирует себя, играя в видеоигры и общается с фанатами, наслаждаясь возможностью «поделиться [им] внутренней информацией о том, какова жизнь [игроков НХЛ] за пределами хоккея».

## Статистика
| 2014/15     | Сидар-Рапидс Рафрайдерс | USHL        | 50  | 13 | 17 | 30 | 55 | 3  | 0 | 0 | 0 | 4 |
| 2015/16     | Норт-Истерн Хаскиз      | HE          | 41  | 12 | 18 | 30 | 20 | —  | — | — | — | — |
| 2016/17     | Норт-Истерн Хаскиз      | HE          | 37  | 26 | 26 | 52 | 20 | —  | — | — | — | — |
| 2017/18     | Норт-Истерн Хаскиз      | HE          | 38  | 30 | 30 | 60 | 41 | —  | — | — | — | — |
| 2017/18     | Ванкувер Кэнакс         | НХЛ         | 5   | 0  | 0  | 0  | 0  | —  | — | — | — | — |
| 2018/19     | Ютика Кометс            | АХЛ         | 14  | 5  | 6  | 11 | 12 | —  | — | — | — | — |
| 2018/19     | Ванкувер Кэнакс         | НХЛ         | 56  | 5  | 7  | 12 | 18 | —  | — | — | — | — |
| 2019/20     | Ютика Кометс            | АХЛ         | 2   | 1  | 0  | 1  | 0  | —  | — | — | — | — |
| 2019/20     | Ванкувер Кэнакс         | НХЛ         | 59  | 12 | 21 | 33 | 37 | 10 | 0 | 0 | 0 | 2 |
| 2020/21     | Ванкувер Кэнакс         | НХЛ         | 33  | 4  | 3  | 7  | 12 | —  | — | — | — |   |
| 2020/21     | Чикаго Блэкхокс         | НХЛ         | 7   | 1  | 3  | 4  | 0  | —  | — | — | — | — |
| 2021/22     | Чикаго Блэкхокс         | НХЛ         | 8   | 1  | 1  | 2  | 4  | —  | — | — | — | — |
| 2021/22     | Оттава Сенаторз         | НХЛ         | 50  | 4  | 8  | 12 | 13 |    |   |   |   |   |
| Всего в НХЛ | Всего в НХЛ             | Всего в НХЛ | 218 | 27 | 43 | 70 | 84 | 10 | 0 | 0 | 0 | 2 |